# Ademar Agostinho Sauthier
Padre Doutor Ademar Agostinho Sauthier (Osório, 8 de agosto de 1940) é um sacerdote católico do clero da Arquidiocese de Porto Alegre e Subsecretário Adjunto de Pastoral da CNBB.

## Biografia
Nasceu em Santa Luísa, distrito do município de Carlos Barbosa, Rio Grande do Sul, o nono dos onze filhos de Luísa Serafina Gedoz (1903-1980) e Clemente Raimundo Sauthier (1898-1993), ambos de ascendência suíça. Entre seus irmãos, destacam-se Rogério Bruno Sauthier, presidente da Cooperativa Santa Clara, a mais antiga cooperativa de laticínios em atividade no Brasil, residente em Carlos Barbosa, e Cacilda Mercedes Sauthier, religiosa da Congregação da Divina Providência.
Fez seus estudos de Filosofia e Teologia no Seminário Nossa Senhora Imaculada Conceição, em Viamão. Foi ordenado sacerdote no dia 20 de dezembro de 1964, em Charrat, cidade do cantão de Valais, Suíça, e cantou sua primeira missa na Capela de Santa Luísa, sua terra natal, em 21 de novembro de 1965. Em 1989 fez doutorado em Filosofia na Pontifícia Universidade Gregoriana de Roma, mesma universidade que cursou a especialização em Teologia Pastoral. Foi pároco da Paróquia Santuário Nossa Senhora Aparecida, em Porto Alegre, de 1971 a 1977 e da Paróquia Nossa Senhora do Perpétuo Socorro, em Porto Alegre. Lecionou no Seminário Maior de Viamão e no Instituto São Boaventura, em Brasília
De 2003 a 2006 foi secretário-executivo do Regional Sul-3 da CNBB; de 2002 a início de 2007 foi Vigário Episcopal do Vicariato da Cultura da Arquidiocese de Porto Alegre. De 2007 a junho de 2011 foi Subsecretário Adjunto de Pastoral da CNBB em Brasília.
No dia 4 de junho de 2011 durante Assembleia dos Bispos do Rio Grande do Sul foi escolhido para ocupar novamente o cargo de secretário-executivo do Regional Sul-3 da CNBB.
Em 18 de julho de 2015, tomou posse como pároco da Paróquia Nossa Senhora do Mont'Serrat, em Porto Alegre, em solenidade presidida pelo arcebispo Dom Jaime Spengler.

## Livros
1. Cadernos da FAFINC (1986)
2. Liberdade e Compromisso: O Tempo e o Vento de Érico Veríssimo: uma interpretação filosófica (1989)
3. Memórias da minha vida: Clemente Sauthier (1998)
4. A Imigração Suíço-Valesana no Rio Grande do Sul (2005)